# Abraxas (album)
Abraxas je druhé album latin rockové skupiny Santana, vydané v září roku 1970. Album obsahuje i velké hity jako jsou "Black Magic Woman", "Samba Pa Ti" a "Oye Como Va".

## Seznam skladeb
1. "Singing Winds, Crying Beasts"
2. "Black Magic Woman/Gypsy Queen"
3. "Oye Como Va"
4. "Incident at Neshabur"
5. "Se a Cabo"
6. "Mother's Daughter"
7. "Samba Pa Ti"
8. "Hope You're Feeling Better"
9. "El Nicoya"
10. "Se a Cabo (Live)" (jen reedice 1998)
11. "Toussaint L'Ouverture (Live)" (jen reedice 1998)
12. "Black Magic Woman/Gypsy Queen (Live)" (jen reedice 1998)

## Sestava
- Carlos Santana – kytara, zpěv
- Gregg Rolie – klávesy, zpěv
- David Brown – baskytara
- Michael Shrieve – bicí
- José "Chepito" Areas – perkuse
- Mike Carabello – perkuse